# Ламелярний кристал

Принцип формування ламелей при кристалізації полімерів. Стрілка показує напрямок градієнта температури.

Ламелярний кристал (рос. ламеллярный кристалл, англ. lamellar crystal) — тип кристала, що дуже далеко простягається в двох вимірах і має однакову товщину. Зустрічається у вигляді індивідуальних кристалів та в агрегатах, має товщину 5–50 нм. Пучки паралельних ланцюгів макромолекул у ламелярній площині перетинаються під кутом 45–90°.
Лат-кристал (англ. lath crystal) — ламелярний кристал, з переважним простяганням вздовж одного з латеральних (бокових) вимірів.